# Felix Gaeta
Felix Gaeta to postać fikcyjna, bohater serialu Battlestar Galactica. W tę rolę wcielił się aktor Alessandro Juliani.

## Życiorys

### Służba
Gdy kolonie zostają zaatakowane przez Cylonów Gaeta znajduje się na pokładzie statku Battlestar Galactica. Od ponad 4 lat służy w CIC (Combat Information Center) w stopniu porucznika. Jest ekspertem z wielu dziedzin naukowych, dlatego zostaje przydzielony do asystowania Baltarowi w tworzeniu wykrywacza Cylonów.

### New Caprica
Po zasiedleniu planety Gaeta zostaje sekretarzem stanu nowego prezydenta Dwunastu Kolonii. Brał udział w ruchu oporu, poprzez dostarczanie tajnych wiadomości Tyrolowi. Po wydostaniu się z planety zostaje oskarżony o kolaborację z wrogiem, a po wyjawieniu współpracy z ruchem oporu oczyszczony w oczach kolegów. Będąc na Nowej Caprice Gaeta został wykorzystany przez Cylonów i wyznaczył listę domniemanych współpracowników ruchu oporu, o czym wiedzieli tylko Baltar i niektórzy Cyloni.

### Dalsza służba
Po ucieczce z Nowej Capriki powraca do CIC w dawnym stopniu, później uczestniczy w misji Demetriusa, w trakcie której zostaje postrzelony w prawą nogę przez Sama Andersa. W efekcie traci stopę i musi poruszać się o kulach. Gdy ujawnione zostaje kim jest Ostateczna Piątka Cylonów nie może pogodzić się z faktem, że pułkownik Tigh w dalszym ciągu pełni obowiązki Oficera Wykonawczego na pokładzie Galactiki. Ostatecznie przy poparciu i współpracy ze strony Toma Zareka wszczyna bunt na okręcie, tymczasowo przejmując dowodzenie. Po odzyskaniu władzy przez Adamę zostaje skazany za bunt i rozstrzelany.